# Eugeniusz Dadzibug
Eugeniusz Dadzibug (ur. 8 sierpnia 1959 w Świerczynie) – polski karateka stylu Kyokushin.
Posiadacz 7 Dan, mąż Małgorzaty Dadzibug (4 Dan w karate Kyokushin). Jest jednym z najbardziej utytułowanych polskich zawodników w Karate Kyokushin. Na Mistrzostwach Świata w Tokio spośród wszystkich startujących zawodników zajął 9. miejsce. Sukces ten jest największym osiągnięciem w historii Polskiego karate Kyokushin w poprzednim okresie.
Eugeniusz Dadzibug był wielokrotnym Mistrzem Polski i Europy w kumite, tameshi-wari.

## Wyniki
- 1980 – I miejsce w Pierwszym Otwartym Turnieju Karate Kyokushin Sosnowiec.
- 1982 – I miejsce w Mistrzostwach Śląska Karate Kyokushin Seniorów Gliwice, Turniej Karate Kyokushin Dąbrowa Górnicza I miejsce
- 1985 – I miejsce w Ogólnopolskim Turnieju Karate Kyokushin Seniorów Olsztyn, Mistrzostwa Polski Seniorów Lublin – III miejsce
- 1986 – II miejsce w XIII Mistrzostwach Polski Karate Kyokushinkai – Zielona Góra
- 1987 – I miejsce w Turnieju Karate z okazji 38 rocznicy wyzwolenia miasta Chrzanowa
- 1988 – I miejsce w XV Mistrzostwach Polski Seniorów Kyokushin Rybnik – I miejsce w VI Ogólnopolskim Turnieju Kyokushin Seniorów w Koninie
- 1989 – II miejsce w II Pucharze Polski Karate Kyokushin Seniorów Legnica
- 1990 – II miejsce w XVII Mistrzostwach Polski Kyokushin Seniorów Bielsko Biała – I miejsce w testach tameshiwari w Chełmie
- 1991 – I miejsce w XVIII Mistrzostwach Polski Kyokushin Seniorów Bytom – I miejsce w Pucharze Europy Karate Kyokushin Seniorów Szolnok na Węgrzech
- 1993 – II miejsce w Europejskim Turnieju Kyokushin Karate „Oyama Cup” – Katowice
- 1994 – I miejsce w XXI Mistrzostwach Polski Kyokushin Seniorów w Kielcach – III miejsce, Puchar Europy Karate Kyokushin „Oyama Cup” Seniorów w Kijowie na Ukrainie
- 1995 – I miejsce w Mistrzostwach Europy Karate Kyokushin Seniorów w Bukareszcie, test łamania przedmiotów tameshiwari. VI Otwarte Mistrzostwa Kyokushin w Tokio – jedyny Europejczyk w dziesiątce najlepszych zawodników świata
- 1996 – I miejsce, tytuł Mistrza Europy, Mistrzostwa Europy Karate Kyokushin Seniorów w Volos (Grecja)
- 1997 – Mistrzostwa Świata Karate Kyokushin w kategoriach wagowych w Tokio (Japonia) nie stanął na podium
- 2001 - II miejsce w kumite kat. open klasa Masters, Mistrzostwa Świata Osaka (Japonia)

## Stopnie Dan
- 1 Dan – 1989
- 2 Dan – 1992
- 3 Dan – 1995
- 4 Dan – 2002
- 5 Dan – 2009
- 6 Dan – 2018[2]
- 7 Dan – 2025

## Wyróżnienia
W 2002 r. Eugeniusz Dadzibug został uhonorowany odznaką „Zasłużony dla Miasta Sosnowca”.